# Trebbiatura

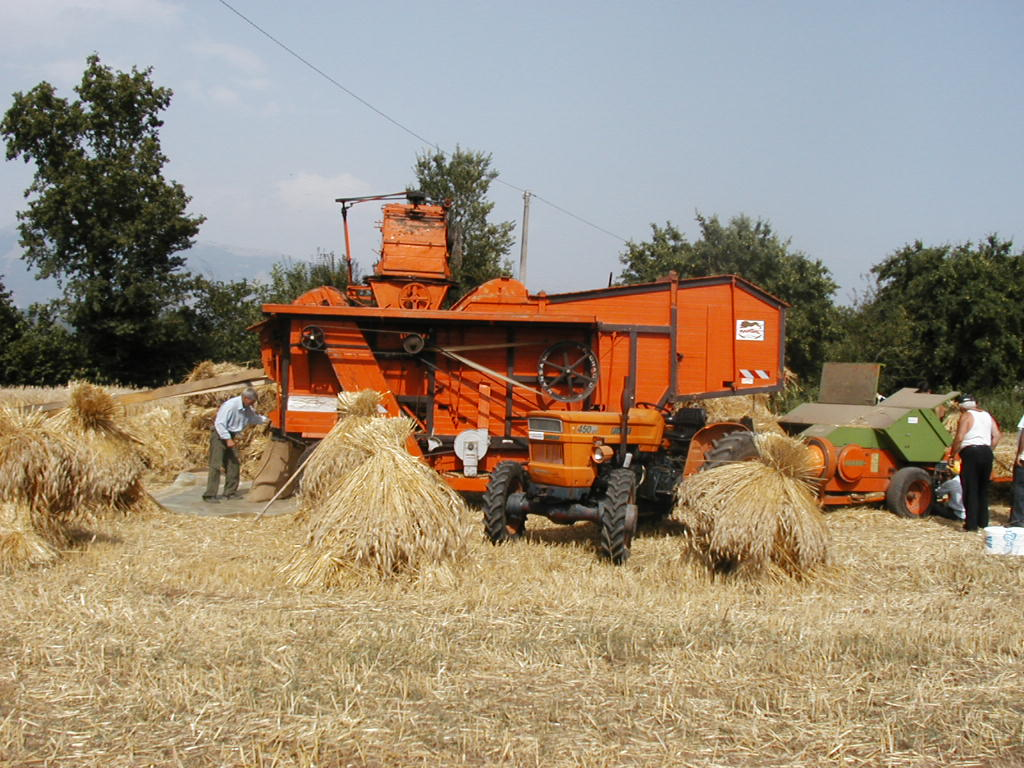
Trebbiatura a San Nazario di Casalattico.

Nelle scienze agrarie la trebbiatura è l'attività conclusiva del raccolto, eseguita dopo la mietitura, da parte di contadini, e agricoltori, consistente nella separazione della granella del frumento e degli altri cereali dalla paglia e dalla pula mediante apposito processo.

## Fasi

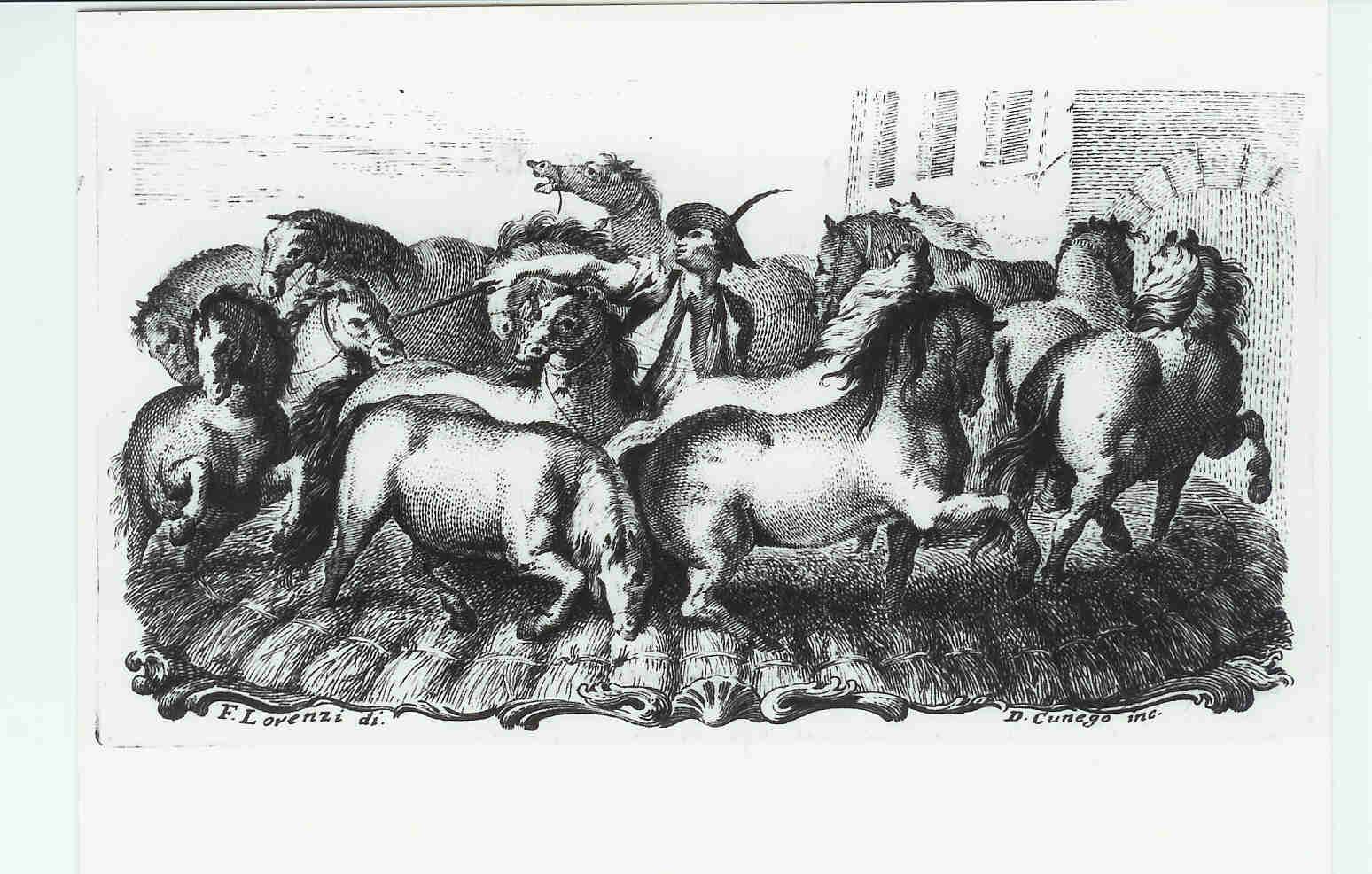
La trebbiatura del riso - Illustrazione tratta da ‘’La coltivazione del riso’’ Biblioteca Nuova terra antica

Le fasi della trebbiatura possono essere riassunte in:
1. Battitura della fascina di grano;
2. Separazione della paglia dalla granella tramite la ventilazione e scuotitura della paglia;
3. Concia del grano:
4. Raccolta del grano nel contenitore in legno posizionato nella parte anteriore bassa.